# Rudolf Herrmann (Strafrechtler)
Rudolf Herrmann (* 25. Dezember 1913 in Wilhelmsburg-Neuhof; † 2. März 2010) war ein deutscher Jurist und Professor für Strafrecht, Strafprozess- und Gerichtsverfassungsrecht.

## Kindheit, Jugend und Familie
Er wurde als Rudolf Karl Herrmann, Sohn des Formers sowie späteren Hilfsschlossers, Josef Herrmann, und dessen Ehefrau, in der früheren Ortschaft Neuhof geboren, die 1910 in die Stadt Wilhelmsburg eingemeindet wurde. Sie gehörte zum damaligen Landkreis Harburg Wilhelmsburg ist heute ein Stadtteil im Bezirk Hamburg-Mitte.
Nach dem Besuch der evangelisch-lutherischen Volksschule Neuhof sowie der Realschule legte der junge Herrmann zu Ostern 1933 das Abitur in Wilhelmsburg ab und erlernte einen kaufmännischen Beruf. Bis zum Ausbruch des Zweiten Weltkrieges war er Angestellter.
Nach dem Zweiten Weltkrieg orientierte er sich im Alter von nahezu 33 Jahren beruflich neu. In seiner Freizeit widmete er sich nicht zuletzt der Musik und allgemeinbildenden Werken der Literatur. In seiner Habilitationsschrift brachte er an passender Stelle ein Goethe-Zitat unter, das für Herrmanns Leben bestimmend war: Vergebens bemühen wir uns, den Charakter eines Menschen zu schildern; man stelle dagegen seine Handlungen, seine Taten zusammen, und ein Bild des Charakters wird uns entgegentreten. Für die Traueranzeige Rudolf Herrmanns wählte seine Tochter, eine studierte Medizinerin, ein Wort des Franz von Sales (1567–1622): Ich habe Ruhe gesucht, überall und habe sie am Ende gefunden.
In Halle (Saale) wohnte der Jurist jahrzehntelang mit seiner Familie im Paulusviertel. Im Amtsblatt der Stadt Halle (Saale) wurde dem Senior Dr. Rudolf Herrmann, als er in der Fischer-von-Erlach-Straße wohnte, zu seinem 90. Geburtstag gratuliert.
Die Wissenschaftliche Zeitschrift der Universität Halle veröffentlichte anlässlich seines 70. Geburtstag ein Foto von Rudolf Herrmann, das seine Gesichtszüge gut erkennen lässt und ihn im Halbporträt zeigt. Am Revers des Jacketts trug er das SED-Parteiabzeichen.

## Berufsweg nach dem Zweiten Weltkrieg
Unter dem „unmittelbaren Eindruck“ der im nationalsozialistischen Staat „erlebten Verbrechen und Ungerechtigkeiten“ nutzte er nach Kriegsende die Möglichkeit, in der Sowjetischen Besatzungszone, ohne ein juristisches Hochschulstudium absolviert zu haben, bei der Staatsanwaltschaft tätig zu werden. Nach seiner Bewerbung im Oktober 1945 wurde er im Dezember desselben Jahres zum so genannten Volksstaatsanwalt in Sachsen-Anhalt berufen. Durch die Befehle der SMAD Nummer 49 vom 4. September 1945 und Nr. 204 vom 23. August 1947 konnte grundsätzlich niemand Richter oder Staatsanwalt werden, wenn er der NSDAP oder einer ihrer Gliederungen angehört oder sich in der NS-Strafgerichtsbarkeit betätigt hatte. Angesichts des ungeheuren Personalmangels wurde der Volksstaatsanwalt im Soforteinsatz als Abhilfe zugelassen. Herrmann arbeitete vom 7. Dezember 1945 bis zum 31. Dezember 1947 bei der Staatsanwaltschaft in Magdeburg. Ab 1948 wurde er zum Ersten Staatsanwalt befördert und ihm wurde die „Aufsicht in Strafverfahren gegen Naziverbrecher nach SMAD-Befehl 201 bei der Staatsanwaltschaft Magdeburg“ übertragen. Die auf Beschluss der SED gegründete Deutsche Verwaltungsakademie (DVA) in Forst Zinna besuchte Hermann 1949 zu einem fünf Monate dauernden Lehrgang. Im selben Jahr wurde er zum Oberstaatsanwalt befördert und 1950 vom Justizminister des damaligen Landes Sachsen-Anhalt, Erich August Ferdinand Damerow, zum Stellvertreter des Generalstaatsanwaltes, Werner Fischl, mit Sitz in Halle (Saale) berufen. An die Staatsanwälte des Landes Sachsen-Anhalt erging die Weisung, in der Rechtsanwaltschaft befindliche „Verfechter bürgerlich-kapitalistischer Rechtsansichten“ einzuschüchtern, indem jeder „Strafprozess auf das politische Gebiet“ gebracht werden sollte, da seiner Meinung nach die Verteidiger den dialektisch geschulten Staatsanwälten „auf diesem Gebiete nicht folgen können, sich damit auf Glatteis bewegen und sich dabei entlarven.“
Nebenberuflich absolvierte er ein Fernstudium an der SED-Parteihochschule in Kleinmachnow von 1950 bis 1954 und juristische Fortbildungen an unterschiedlichen Einrichtungen. Im Zusammenhang mit der Auflösung der Länder in der DDR und der Bildung von Bezirken wurde Herrmann als Stellvertreter des Bezirksstaatsanwaltes in Halle (Saale) ab Juli 1952 tätig und blieb es dort bis zum Herbst 1953.

### Rechtswissenschaftler an der Martin-Luther Universität in Halle (Saale)
Entsprechend seinen persönlichen Interessen sowie in „Auswertung der in der Praxis gesammelten Erfahrungen“ und „mit Zustimmung des Generalstaatsanwalts der DDR“, Ernst Melsheimer, entschied sich Herrmann „künftig in der Wissenschaft“ zu arbeiten.
Im Herbst 1953 wurde er wissenschaftlicher Aspirant am Institut für Strafrecht unter Leitung des amtierenden Direktors John Lekschas, der zum Rat der Juristischen Fakultät der Hallenser Universität gehörte.
Herrmann befasste sich vor allem mit der „Schöffengerichtsbarkeit im bürgerlichen Staat“. Nicht zuletzt interessierte ihn die historische Ausbreitung der Schöffengerichte in Hamburg in der Periode von 1849 bis 1871 und dabei insbesondere die "weitgehende Beteiligung der Laienrichter an der Strafrechtsprechung wie auch die völlige Gleichsetzung der Berufsrichter mit den rechtsungelehrten Richtern", die "in den deutschen Kleinstaaten keine Parallele" fand.
Nach erfolgreicher Aspirantur 1955 wurde er mit der Wahrnehmung einer Dozentur für Strafprozessrecht und Gerichtsverfassungsrecht berufen. Im März 1956 verteidigte Herrmann seine Dissertation, in der er sich vor allem mit der rechtlichen Stellung der mitwirkenden Schöffen sowie Geschworenen in deutschen Strafprozessen vor 1945 und in der „westdeutschen Strafgerichtsorganisation“ bis Mitte der 1950er Jahre beschäftigte. Er stellte u. a. die These auf: „Wie vor 1933 sind die Schöffen und Geschworene keine gleichberechtigten Richter“. Für den NS-Staat hielt er fest, dass dieser „die Schwur- und Schöffengerichte schließlich ganz abschaffte.“ Andererseits ging der Doktorand in seiner Arbeit von der „Wiederherstellung der Einheit unseres Vaterlandes“ aus sowie der „Erhaltung des Friedens“. Er akzeptierte die Ausgliederung von „Gerichten für besondere Sachgebiete“ aus der ordentlichen Strafgerichtsbarkeit, wenn eine besondere Sachkunde des Richters erforderlich ist, wie bei Schifffahrtsgerichten. Weiter wies er ausdrücklich darauf hin, dass das Grundgesetz der Bundesrepublik in Artikel 101 Absatz 2 – im Gegensatz zur Unzulässigkeit von Ausnahmegerichten – die Errichtung von Gerichten „für besondere Sachgebiete“ durch Gesetz zulässt. Als Gutachterin der Dissertation von 1956 wirkte Hilde Benjamin, während die Betreuung der Doktorarbeit der Berliner Volljurist und Leiter der Abteilung Prozessrecht am damaligen Institut für Rechtswissenschaft, Hans Ranke, unter dem vorläufigen Arbeitstitel Die Schöffengerichte in Deutschland übernommen hatte.

### Universitätsprofessor von 1963 bis 1979
Nach seiner Habilitation mit dem Titel Zu einigen Fragen der Durchsetzung des demokratischen Zentralismus bei der Leitung der erstinstanzlichen Hauptverhandlung in Strafsachen vor den Kreis- und Bezirksgerichten wurde Herrmann 1963 zum Professor mit Lehrauftrag und 1969 zum ordentlichen Professor berufen. Im Herbstsemester des 2. Studienjahres 1967/68 führte er Konsultationen für die Wirtschaftsjuristen an der MLU zum Thema "System der Rechtspflegeorgane" durch, um die Zeit vom Entwurf bis zum Inkrafttreten eines eigenen Strafgesetzbuch (StGB) der DDR und die Neufassung der Strafprozessordnung zu überbrücken.
Vom 6. Oktober 1956 bis zum 31. Dezember 1958 wirkte er als Prorektor für Studienangelegenheiten an der Martin-Luther-Universität und war damit Mitglied des Akademischen Senats der MLU. Er wurde auch für mehrere Jahre Vorsitzender der Universitäts-Gewerkschaftsleitung.
Von 1974 bis 1977 war er Stellvertreter für Erziehung und Ausbildung an der Sektion Staats- und Rechtswissenschaft der Universität Halle.
Er war an Lehrveranstaltungen außerhalb der Hallenser Universität beteiligt, beispielsweise an der Fachschule der DDR-Volkspolizei in Aschersleben auf dem heutigen Gelände der Fachhochschule Polizei Sachsen-Anhalt. Ebenso arbeitete er im juristischen Fernstudium jahrelang mit. Vor der Hochschulreform 1968/69 war er einer der Prodekane an der Juristischen Fakultät der Martin-Luther-Universität Halle-Wittenberg. Am 1. September 1979 wurde er emeritiert.

## Veröffentlichungen (Auswahl)
- Die Schöffen in den Strafgerichten des kapitalistischen Deutschland, 1957
- Der Rechtsanwalt im sowjetischen Strafprozeß, 1957[31]
- Historischer Überblick über die Entwicklung der Gerichtsorganisation und der Staatsanwaltschaft in der Deutschen Demokratischen Republik, 1957[32]
- Geschichtliche Betrachtungen zur Richterwahl, 1960[33]
- Ein Kämpfer für Demokratie und Recht. (Zum 80. Geburtstag von Kronanwalt D. N. Pritt)[34]
- Das Beweisrecht im Ermittlungsverfahren, 1967
- Das Geständnis, zusammen mit Hans Hinderer und Ulrich Lehmann, 1967
- Die Schlussentscheidungen der Untersuchungsorgane im Ermittlungsverfahren, Mitautor: Dietrich Ley, 1969
- Strafverfahrensrecht Lehrbuch, zusammen mit Irmgard Buchholz und anderen Autoren[35], 1977
- Kriminalistik: Der Abschluss des Ermittlungsverfahrens, zusammen mit Dietrich Ley, 3. überarbeitete Auflage, 1983
- Grundfragen der Beweisführung im Ermittlungsverfahren, 4. überarbeitete Auflage, 1984 (1. Auflage 1980)
- Das Prinzip des gesetzlichen Richters im künftigen Gerichtsverfassungsgesetz[36].

## Auszeichnungen
- Verdienstmedaille der DDR 1964
- Verdienstmedaille der Organe des Ministeriums des Innern in Silber 1970, in Gold 1979
- Forschungspreis der Martin-Luther-Universität, Stufe III, 1977